# New York City Boy
«New York City Boy» (з англ. Хлопець з Нью-Йорка) — пісня британського поп-гурту Pet Shop Boys. Вона вийшла синглом 1999 року і досягла чотирнадцятого місця в британському музичному чарті. 
У Франції сингл вийшов під назвою «Paris City Boy» (з англ. Хлопець з Парижа). Приспів, на відміну від оригінальної версії, співався французькою мовою. 
Кліп до пісні, в якому зняті вежі-близнюки Всесвітнього торгового центру, був заборонений до показу на території США після терактів 11 вересня 2001. 

## Список композицій

### UK CD Single (Parlophone)
1. «New York City Boy» (Radio Edit) 
2. «The Ghost Of Myself» 
3. «New York City Boy» (The Almighty Definitive Mix) 
4. «New York City Boy» (Video) 

### UK CD Single 2 (Parlophone)
1. «New York City Boy» (Album Version) 
2. «Casting A Shadow» 
3. «New York City Boy» (Superchumbo Uptown Mix) 
4. «Casting A Shadow» (Enhanced Eclipse Video Footage) 

### UK Cassette Single
1. «New York City Boy» (Radio Edit) 
2. «The Ghost Of Myself» 
3. «New York City Boy» (The Almighty Definitive Mix) 

## Позиції в чартах
| Країна, чарт                   | Найвища позиція |
| ------------------------------ | --------------- |
| Фінляндія                      | 4               |
| Швеція                         | 9               |
| Велика Британія                | 14              |
| Німеччина                      | 16              |
| Бельгія                        | 20              |
| Швейцарія                      | 20              |
| Італія                         | 20              |
| Австрія                        | 40              |
| Нідерланди                     | 40              |
| Франція                        | 47              |
| США (чарт Hot Sales)           | 53              |
| США (чарт Hot Dance Club Play) | 1               |